# Porcellio spinipennis
Porcellio spinipennis är en kräftdjursart som beskrevs av Gustav Budde-Lund 1885. Porcellio spinipennis ingår i släktet Porcellio och familjen Porcellionidae.

## Underarter
Arten delas in i följande underarter:
- P. s. montanus
- P. s. spinipennis